# وجوود (میشیگان)
وجوود (به انگلیسی: Wedgewood) یک منطقهٔ مسکونی در ایالات متحده آمریکا است که در میشیگان واقع شده‌است. وجوود ۲۳۷ نفر جمعیت دارد و ۳۸۵٫۸۸ متر بالاتر از سطح دریا واقع شده‌است.